# Skärgårdsmuseet i Gamla Oxelösund
Skärgårdsmuseet i Gamla Oxelösund är ett museum som visar hur en familj bodde och levde i skärgården utanför Oxelösund från 1930 och framåt.
Skärgårdsmuseet drivs av en ideell förening,  Skärgårdsmuseet i G:a Oxelösund, som bildades 1994 med syfte att visa hur man levde i skärgården förr i tiden. Föreningen invigde skärgårdsmuseet 1995 i det arrenderade Grantorpet, ett av de äldsta husen i Gamla Oxelösund. Museet är inrett som ett skärgårdshem från början av 1900-talet och innehåller redskap och föremål från en skärgårdsbos olika verksamheter, såsom fiske, jakt, jordbruk, lotsning och sjöfart. Utställningen i huset  bygger på en uppdiktad historia om fiskarfamiljen Eriksson på Granö i Oxelösunds skärgård.
I Gregers bod bredvid museet finns en utställning av gamla utombordsmotorer från bland annat Penta, Archimedes och Evinrude och på kajen nedanför ligger museets båthus som inrymmer några gamla allmogebåtar.

## Bildgalleri

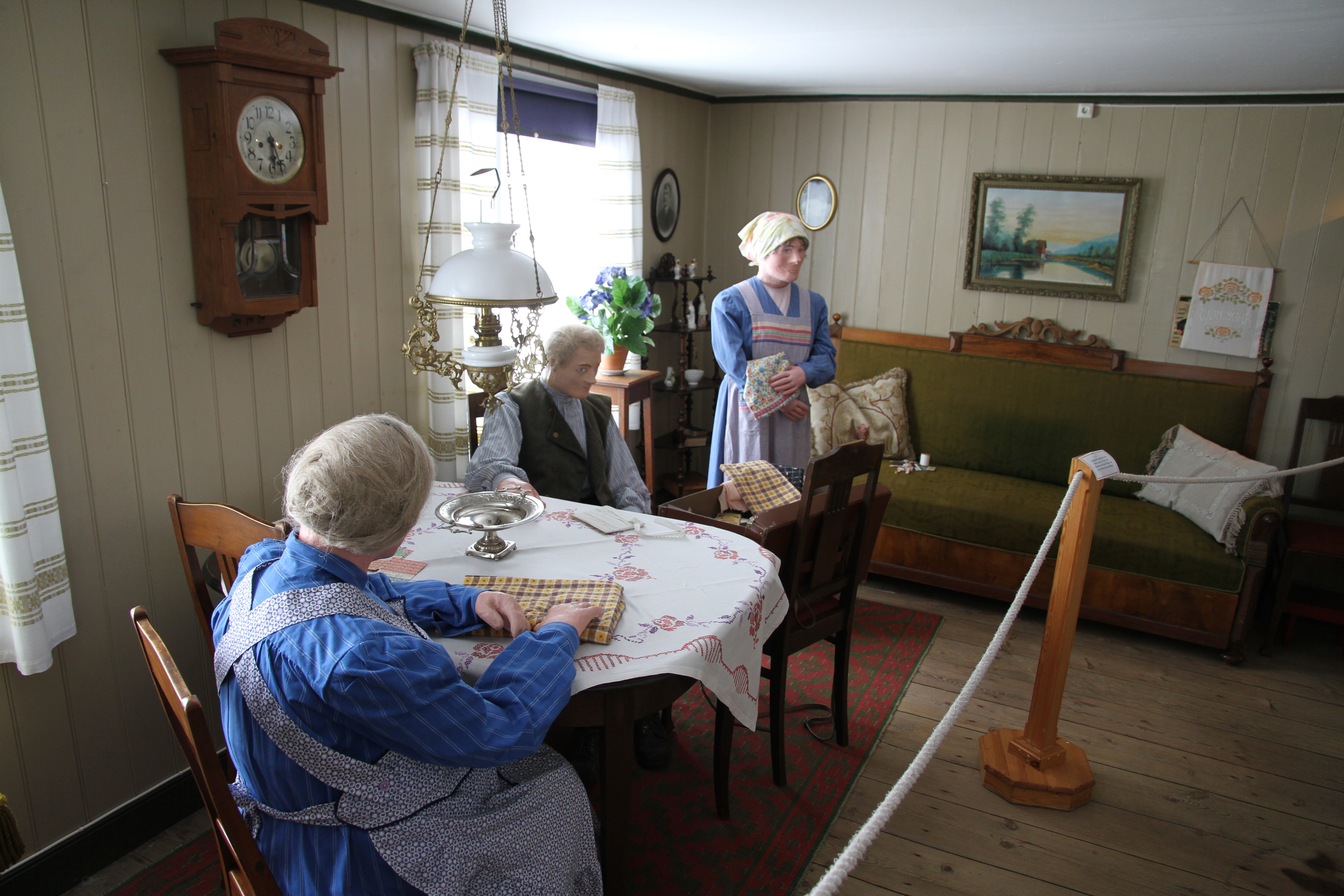
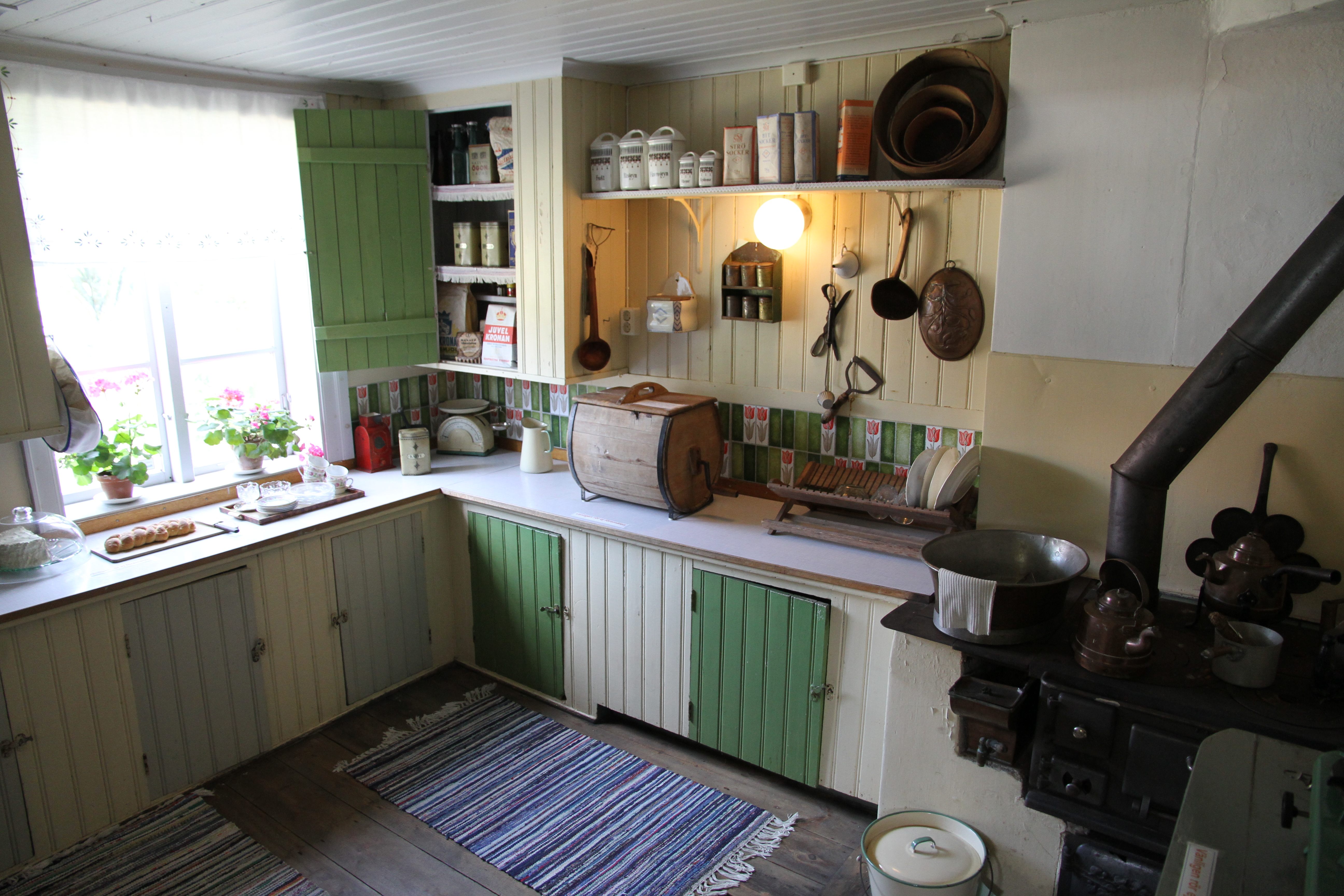
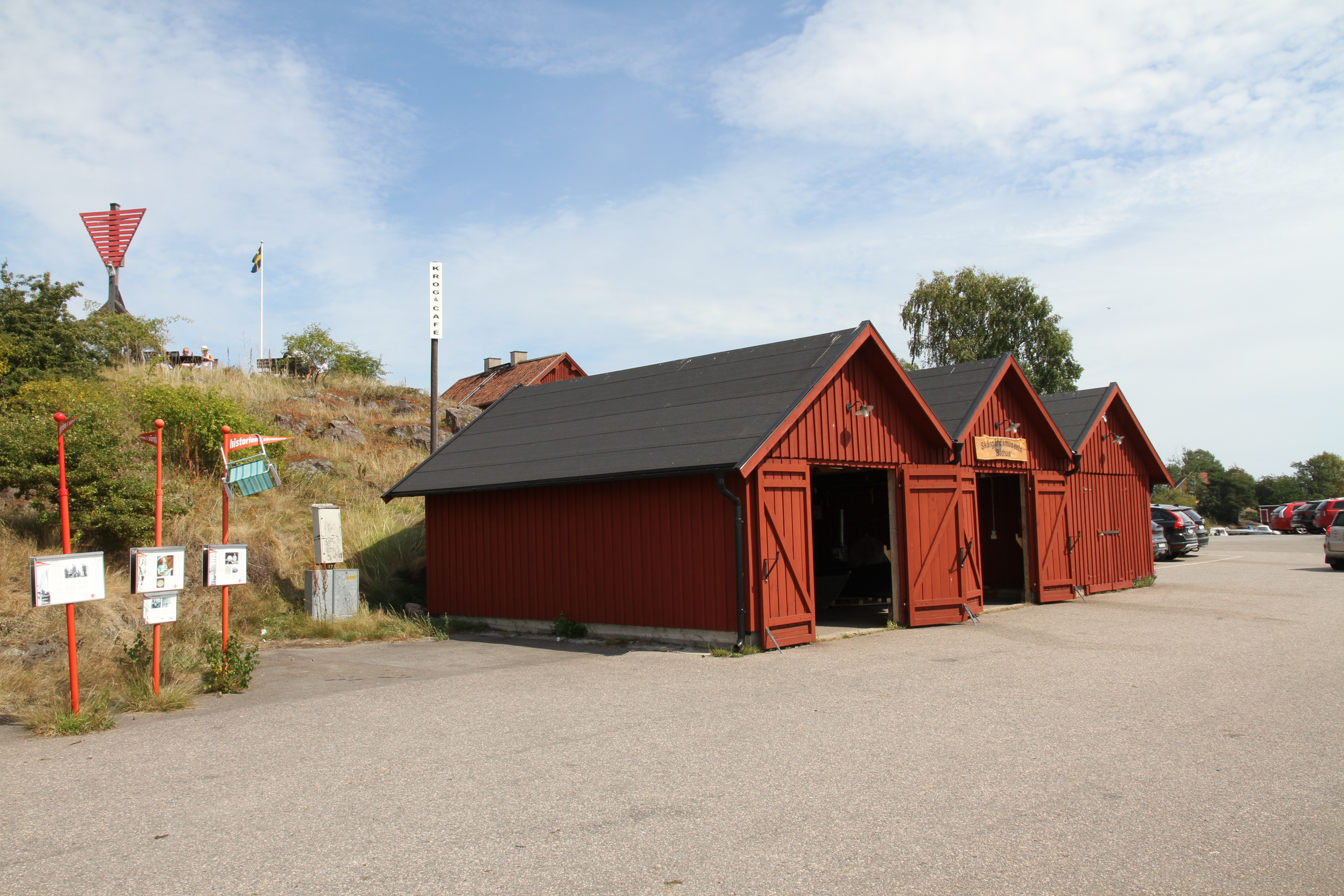